# Thiago dos Santos
Thiago dos Santos (Curitiba, Brasil; 5 de septiembre de 1989) es un futbolista brasileño. Juega de centrocampista y su equipo actual es el Fluminense de la Serie A.

## Trayectoria
Thiago se formó en las inferiores del Serrano Centro-Sul y fue promovido al primer equipo en 2008 para disputar el Campeonato Mineiro.
Tras pasar por diversos clubes amateur del país, en 2014 firmó en el América Mineiro de la Serie B.
En 2015, dio el salto a la Serie A incorporándose al Pameiras. En febrero de 2018, disputó su encuentro número 100 con el club.

## Clubes
| Club                   | País           | Año           |
| ---------------------- | -------------- | ------------- |
| Serrano Centro-Sul     | Brasil         | 2008-2010     |
| URT                    | Brasil         | 2011          |
| Nacional (MG)          | Brasil         | 2012-2013     |
| Araxá Esporte Clube    | Brasil         | 2013          |
| Ipatinga Esporte Clube | Brasil         | 2013          |
| Clube Atlético Linense | Brasil         | 2014          |
| América Mineiro        | Brasil         | 2014-2015     |
| Palmeiras              | Brasil         | 2015-2019     |
| FC Dallas              | Estados Unidos | 2020          |
| Grêmio                 | Brasil         | 2021-2023     |
| Fluminense             | Brasil         | 2023-presente |

## Palmarés

### Títulos estatales
| Título             | Club       | País               | Año  |
| ------------------ | ---------- | ------------------ | ---- |
| Campeonato Gaúcho  | Grêmio     | Río Grande del Sur | 2021 |
| Campeonato Gaúcho  | Grêmio     | Río Grande del Sur | 2022 |
| Campeonato Gaúcho  | Grêmio     | Río Grande del Sur | 2023 |
| Recopa Gaúcha      | Grêmio     | Río Grande del Sur | 2021 |
| Recopa Gaúcha      | Grêmio     | Río Grande del Sur | 2022 |
| Recopa Gaúcha      | Grêmio     | Río Grande del Sur | 2023 |
| Campeonato Carioca | Fluminense | Río de Janeiro     | 2023 |

### Títulos nacionales
| Título  | Club      | País   | Año  |
| ------- | --------- | ------ | ---- |
| Serie A | Palmeiras | Brasil | 2016 |
| Serie A | Palmeiras | Brasil | 2018 |

### Títulos internacionales
| Título              | Equipo     | Sede            | Año  |
| ------------------- | ---------- | --------------- | ---- |
| Copa Libertadores   | Fluminense | América del Sur | 2023 |
| Recopa Sudamericana | Fluminense | América del Sur | 2024 |